# Giovanni Paolo Castelli
Giovanni Paolo Castelli, noto anche con lo pseudonimo di Spadino (Roma, 8 aprile 1659 – Roma, ca. 1730), è stato un pittore italiano di nature morte.

## Biografia

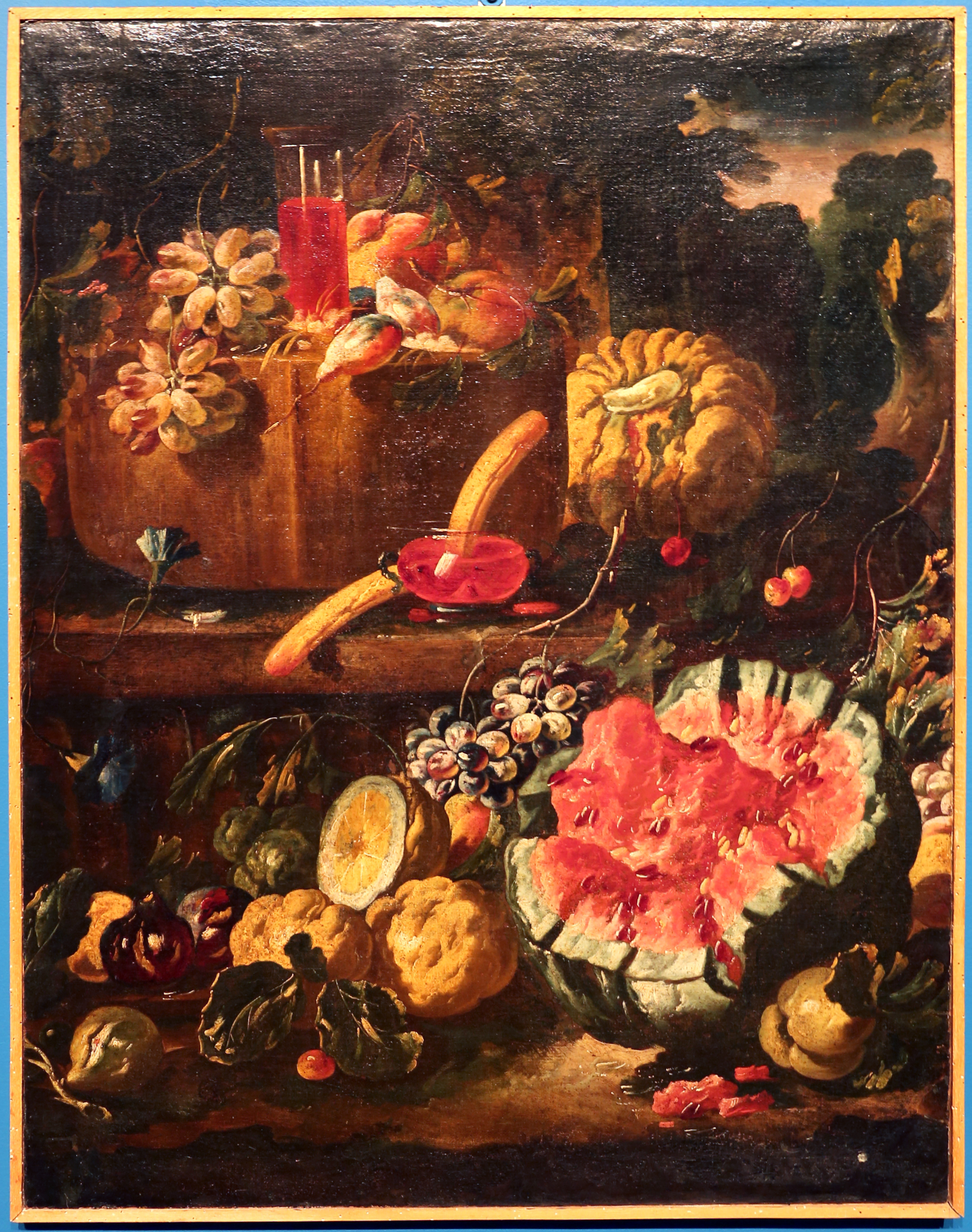
Natura morta con cocomero, frutta, bicchieri di rosolio e biscotti (1690-1720 ca.)

Giovanni Paolo Castelli nacque a Roma nel 1659 (questo sebbene Pietro Zani asserisca che fosse napoletano). Il padre era uno scaricatore di porto, mentre il fratello Bartolomeo (1641-1686), più grande di lui di diciotto anni, era un pittore di nature morte. Giovanni Paolo era sposato con Apollonia De Marchis e aveva un figlio, anche lui di nome Bartolomeo (1696-1738), anche conosciuto come Spadino il giovane, destinato a ereditare la tradizione pittorica di famiglia. Le testimonianze dell'epoca confermano che Giovanni Paolo Castelli visse i primi anni della sua vita accanto al porto di Ripetta, a Roma, e che trascorse il periodo compreso tra il 1680 e il 1683 in carcere per omicidio.
Si ipotizza che Giovanni Paolo Castelli debba buona parte della sua influenza artistica a pittori nordici e fiamminghi come Franz Werner von Tamm e soprattutto Abraham Brueghel, che abitava vicino a lui. Quando quest'ultimo si trasferì a Napoli, Castelli lasciò la casa paterna per andare a vivere con il fratello. Le tele dello Spadino ebbero il loro momento di grande successo durante il Settecento.
Giovanni Paolo Castelli morì nella città natale intorno al 1730.
Le opere dello Spadino sono custodite in musei e gallerie come la Pinacoteca civica Fortunato Duranti.